# Руслан Асланов
Руслан Асланов е беларуски изпълнител, известен с участието си в украинското шоу „Голос. Дiти“ и 13. Конкурс за детска песен на Евровизия 2015 в българската столица София, където представя родината си с песента „Волшебство“.

## Биография
Роден е в столицата на Беларус, Минск. Пее от 7-годишна възраст и учи саксофон в музикална гимназия в родния си град. През 2015 г. взема участие в украинското шоу „Голос. Дiти“ и достига до финалите му, но не успява да спечели. През същата година спечелва и един от най-престижните детски конкурси – „Детская новая волна“ в руския град Сочи, след което е след избраните 10 деца, които се състезават на беларуския национален финал за Детската Евровизия в София. На 21 август, встъпвайки под номер 8 с песента „Волшебство“, побеждава, получавайки максималния брой точки от жури и телевизионен вот.